# Scirò
Lo scirò (in amarico e tigrino: ሽሮ, šəro) è uno stufato omogeneo formato principalmente da polvere di ceci o fave.
Lo scirò è parte della cucina etiope ed eritrea. Viene consumato preferibilmente durante i periodi della Quaresima e del Ramadan. È un piatto vegano, tuttavia, esiste una variante che include tesmi (un burro chiaro speziato) che lo rende non più vegano ma vegetariano.

## Preparazione
La ricetta tradizionale prevede innanzitutto la bollitura dei legumi in una pentola: appena la buccia diventa rugosa, si scolano e si fanno leggermente abbrustolire, infine si macinano eliminando la buccia. Si aggiunge poi sale, pepe rosso (berberé), cipolle (scegurti), aglio (fzaedà scegurti) e altre piante aromatiche: macinando il tutto, si ottiene una farina rossastra. Al momento di preparare la pietanza, viene fatta bollire l'acqua  in un tegame (sahli) aggiungendo il burro (tesmi) oppure olio (chebei), infine amalgamando la farina rossastra fino ad ottenere una specie di polenta molto tenera.

## Consumo
Viene spesso preparato con l'aggiunta di carni macinate e cipolle, aglio e a seconda della variante, zenzero. Lo scirò viene solitamente servito spalmato sull'enjera e sopra lo stufato di malanzane e zucchine; tuttavia può essere cucinato a pezzi sulla taita e mangiato con il cucchiaio, questa versione si chiama scirò fit-fit.